# Santo Antônio de Pádua
Santo Antônio de Pádua este un oraș în unitatea federativă Rio de Janeiro (RJ), Brazilia.